# علي حسن بزي
علي حسن بزي (1912 – 1985) دبلوماسي وسياسي ونائب لبناني سابق، ومن مؤسسي حزب النداء القومي اللبناني ومن أركان جبهة الاتحاد الوطني اللبناني.

## ولادته ونشأته
- ولد في مدينة بنت جبيل (إحدى حواضر جبل عامل) في الجنوب اللبناني عام 1912 ميلادي.
- تلقى علومه الابتدائية في مدارس بنت جبيل، ثم انتقل إلى النبطية ودرس المرحلة المتوسطة، ومنها انتقل إلى دمشق وتابع دراسته الثانوية.
- لم يلبث في دمشق فترة طويلة بل عاد إلى وطنه لأسباب صحية، وتابع تحصيله العلمي عن طريق المطالعة وحضور الندوات الأدبية والسياسية.
- لم يُعيّن في وظائف عامة واكتفى بإدارة املاك والده الكبيرة، إذ كان والده من الميسورين وكبار الملاكين في الجنوب اللبناني.

## في النيابة
انتخب نائبا للمرة الأولى في العام 1951 ميلادي عن محافظة الجنوب (دائرة بنت جبيل)، وأعيد انتخابه في دورة العام 1957 ميلادي، ثم في دورة العام 1960 ميلادي.

## في الوزارة
شغل عدة مناصب حكومية في عدة وزارات :
- عُيّن وزيرا للداخلية ووزيراً للأنباء في العام 1959 ميلادي في حكومة الرئيس رشيد كرامي.
- عُيّن وزيرا للصحة العامة في العام 1961 ميلادي في حكومة الرئيس رشيد كرامي.

## في السلك الدبلوماسي
- عُيّن سفيرا للبنان في الكويت من خارج الملاك من العام 1964 لغاية 1965 ميلادي.
- عُيّن سفيرا للبنان في الأردن من العام 1966 لغاية العام 1970 ميلادي.

## في العمل السياسي والإجتماعي
- سعى إلى تحويل بنت جبيل مركزا للقضاء، وساهم بنشاء المدرسة المهنية فيها.
- ناهض الإنتداب الفرنسي على لبنان وتعرّض للسجن من قبل الفرنسيين عدة مرات.
- من الأعضاء المؤسسين لحزب النداء القومي اللبناني إلى جانب تقي الدين الصلح وكاظم الصلح و نصري المعلوف ومحمد شقير.
- شغل منصب الأمين العام لجبهة الاتحاد الوطني التي تاسست عام 1958 ميلادي.
- كان من أركان الشهابية (أنصار الرئيس فؤاد شهاب).

## اسرته
تزوج من السيدة اللبنانية (مريم بزي) وله منها: هيام، هاني، سناء، طريف، طارق وندى.

## وفاته
توفي في 16 آب (أغسطس) من العام 1985. 